# Catedral de la Santíssima Trinitat (Riga)
La Catedral de la Santíssima Trinitat  (en letó: Svētā Trīsvienības katedrāle) és una Església Ortodoxa d'estil neobizantí a la ciutat de Riga capital de Letònia, està situada al carrer Krišjānis Barons, 126. Va ser la seu de l'eparquia -és a dir, la diòcesi- de Riga 1961-1991 durant el període en el qual la Catedral de la Nativitat de Riga va ser tancada al culte i es va convertir en el planetari. Ja no és la catedral diocesana.

## Història

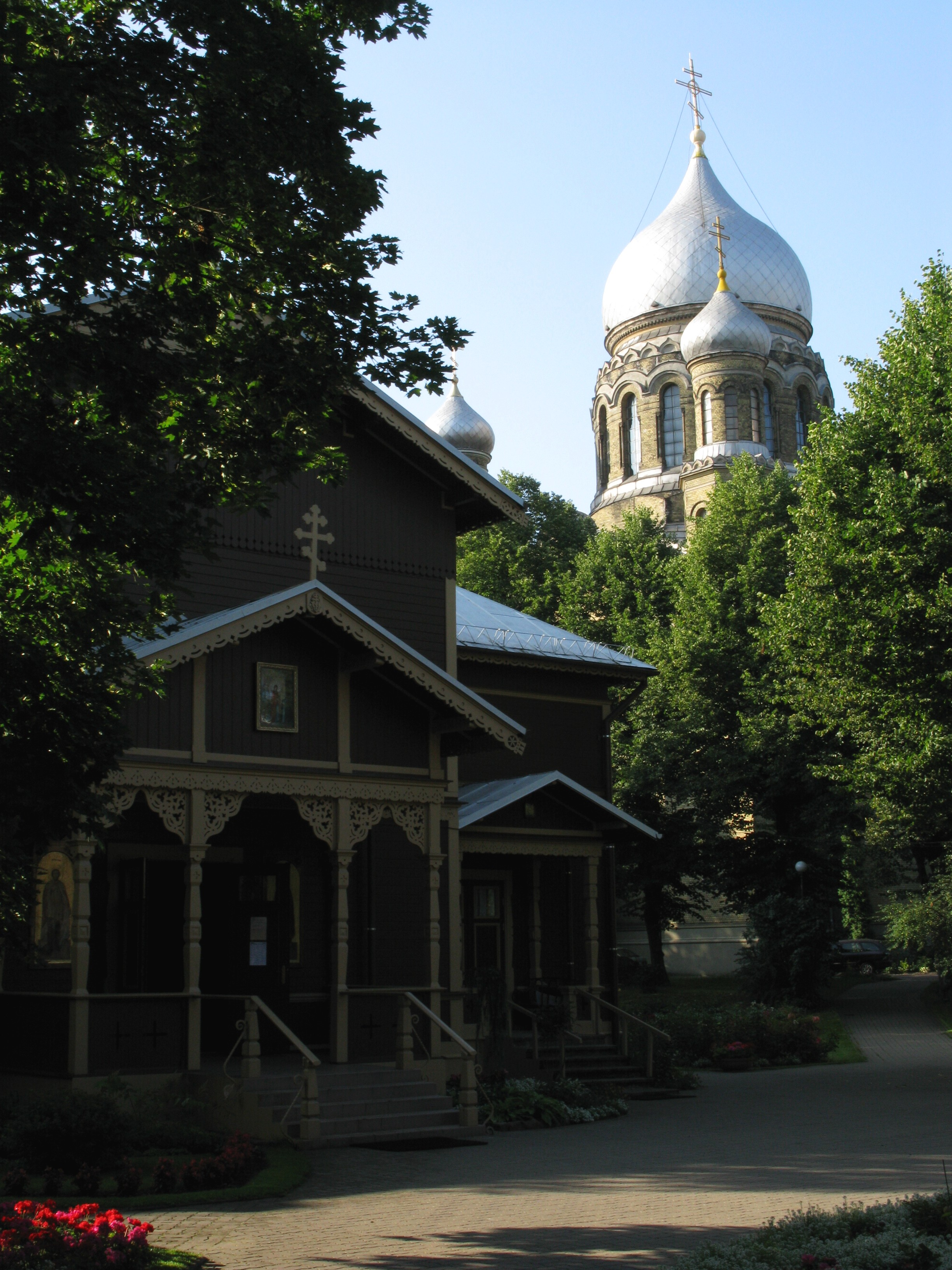
Monestir fundat per la família Mansourova

La història d'aquest edifici va començar el 1891 amb la construcció d'una llar per a nenes i dones joves a càrrec de monges ortodoxes. Els fundadors van ser MN. Mansourova i les seves dues filles, Caterina i Natàlia, que havien estat dames d'honor a la cort de Sant Petersburg. La casa va passar a monestir el 1901 i Catalina Mansourova va ser la primera abadessa.
El 1902 es va començar la construcció d'una veritable església per al monestir, dedicada a la Santíssima Trinitat i consagrada el 1907, el tsar Nicolau II de Rússia i el seu primer ministre Piotr Stolipin van fer una visita a la nova església.
Entre les dues guerres, mentre els refugiats russos bolxevics es tornaven ateus; a Riga, la vida litúrgica va transcórrer tranquil·lament i l'església va continuar fent servei a la vida religiossa i acollida de fidels per a cerimònies. Però en el moment de la Segona Guerra Mundial la comunitat va haver de dispersar-se i va ser tancat. Després de la guerra, les noves autoritats municipals comunistes la van acceptar com a església parroquial. Tanmateix durant l'època de Nikita Khrusxov hi va haver una campanya activa de clausura i demolicions d'esglésies, la catedral de la Nativitat la van convertir en un planetari el 1961, passant l'església de la Trinitat a reemplaçar-la com a catedral diocesana fins al 1991.